# عبد العزيز بنجلون
عبد العزيز بنجلون (16 نوفمبر 1934، فاس - 29 يونيو 2008، فاس) هو سياسي مغربي.

## سيرة شخصية
تزوج عبد العزيز بنجلون عام 1959 من "حبيبة سبتي"، أول خبيرة فنية مغربية. شغل منصب وكيل وزير التجارة والصناعة الحديثة والمناجم والبحرية التجارية في حكومة العمراني الأول من عام 1971 حتى عام 1972، ثم شغل منصب الوزير لنفس الوزارة في حكومة العمراني الثاني عام 1972. وفي 7 مايو 1974، عينه الحسن الثاني مديرًا لمكتب التنمية الصناعية. كما شغل منصب سفير المغرب لدى اليابان في الثمانينيات والتسعينيات. وفي 18 سبتمبر 1990، عينه الحسن الثاني سفيراً للمغرب لدى ألمانيا.